# Bulbinella
Bulbinella is een geslacht uit de affodilfamilie. De meeste soorten komen voor in Zuid-Afrika.

## Soorten
- Bulbinella angustifolia
- Bulbinella barkerae
- Bulbinella calcicola
- Bulbinella caudafelis
- Bulbinella chartacea
- Bulbinella ciliolata
- Bulbinella divaginata
- Bulbinella eburniflora
- Bulbinella elata
- Bulbinella elegans
- Bulbinella floribunda
- Bulbinella gibbsii
- Bulbinella gracilis
- Bulbinella graminifolia
- Bulbinella hookeri
- Bulbinella latifolia
- Bulbinella modesta
- Bulbinella nana
- Bulbinella nutans
- Bulbinella potbergensis
- Bulbinella punctulata
- Bulbinella rossii
- Bulbinella talbotii
- Bulbinella trinervis
- Bulbinella triquetra

... · 
Aloe (Aloë) · 
Asphodelus (Affodil) · 
Astroloba · 
Bulbine · 
Bulbinella · 
Chamaealoë · 
Chortolirion · 
Eremurus · 
Gasteria · 
Haworthia · 
Herpolirion · 
Jodrellia · 
Kniphofia · 
Lomatophyllum · 
Poellnitzia · 
Trachyandra · 
...